# Apanthura microps
Apanthura microps är en kräftdjursart som beskrevs av Brian Frederick Kensley 1980. Apanthura microps ingår i släktet Apanthura och familjen Anthuridae. Inga underarter finns listade i Catalogue of Life.